# Elecciones municipales de Rivadavia de 2023
Las elecciones en el departamento de Rivadavia de 2023 tendrán lugar el 24 de septiembre de dicho año, junto con las elecciones provinciales. En dicha elección se elegirán intendente municipal y la mitad de los concejales.
Las candidaturas oficiales se definirán en las elecciones primarias, abiertas, simultáneas y obligatorias (PASO) que tendrán lugar el 11 de junio.

## Candidaturas

### Declaradas

#### La Unión Mendocina
- Daniel Bernasconi.
- Roque Giménez.
- Armando A. Lauría.

#### Cambia Mendoza
- Hernán Amat.
- Carlos José Andrade.
- Mauricio Di Cesare.

#### Elegí Mendoza
- Cristian Devito.
- Juan Garrido.
- Liliana Terranova.
- Elsa Turco.
- Juan Manuel Villalba.

#### FIT-U
- Elizabeth Grageda.
- Estefanía Torralba.

#### Partido Verde
- Hugo Guerra (Partido Verde).
- Gonzalo Molina (Partido Verde).

#### Sembrar
- Ricardo Mansur.

## Resultados

### Elecciones primarias
Las elecciones primarias, abiertas, simultáneas y obligatorias (PASO) tendrán lugar el 11 de junio de 2023. Se presentaron dieciséis precandidatos a la intendencia por seis espacios políticos distintos. Para pasar a la elección general, es requisito sacar más del 3% de los votos, además de ganar la interna del espacio al que se representa.
|  | 0,00 % |

|  | 0,00 % |

|  | 0,00 % |

|  | 0,00 % |

|  | 0,00 % |

|  | 0,00 % |

|  | 0,00 % |

|  | 0,00 % |

|  | 0,00 % |

|  | 0,00 % |

|  | 0,00 % |

|  | 0,00 % |

|  | 0,00 % |

|  | 0,00 % |

|  | 0,00 % |

|  | 0,00 % |

|  | 0,00 % |

|  | 0,00 % |

|  | 0,00 % |

|  | 0,00 % |

|  | 0,00 % |

|  | 0,00 % |

|  | 0,00 % |

|  | 0,00 % |

|  | 0,00 % |

|  | 100 % |

|  | 0,00 % |